# Lista de departamentos do Uruguai
O Uruguai é constituído de 19 departamentos (capitais entre parênteses):
1. Artigas (Artigas). Formado em 1884 de parte do departamento Salto. O único departamento com fronteira tanto com a Argentina no Oeste, como o Brasil no norte e leste.
2. Canelones (Canelones). Um dos 6 departamentos originais  criados em 1816. O nome original era departamento Vila de Guadalupe.
3. Cerro Largo (Melo). Formado em 1821.
4. Colônia (Colônia do Sacramento). Um dos 6 departamentos originais criados em 1816.
5. Durazno (Durazno). Formado em 1828. O nome original era departamento Entre Ríos y Negro.
6. Flores (Trinidad). Formado em 1856 de parte do departamento San José.
7. Florida (Florida). Formado em 1856 de parte do departamento San José.
8. Lavalleja (Minas). Formado em 1837. Foi nomeado departamento Minas até 1927.
9. Maldonado (Maldonado). Um dos 6 departamentos originais criado em 1816. O nome original era departamento de San Fernando de Maldonado.
10. Montevidéu (Montevidéu). Um dos 6 departamentos originais criado em 1816.
11. Paysandú (Paysandú). Formado em 1820.
12. Río Negro (Fray Bentos). Formado em 1868 de partes do departamento Paysandú.
13. Rivera (Rivera). Formado em 1884 de partes do departamento  Tacuarembó.
14. Rocha (Rocha). Formado de parte do departamento Maldonado.
15. Salto (Salto). Formado em 1837.
16. San José (San José de Mayo). Um dos 6 departamentos originais criado em 1816.
17. Soriano (Mercedes). Um dos 6 departamentos originais criado em 1816. O nome original era departamento Santo Domingo Soriano.
18. Tacuarembó (Tacuarembó). Formado em 1837; geograficamente, o maior dos departamentos do Uruguai.
19. Treinta y Tres (Treinta y Tres). Formado em 1884 de partes dos departamentos Cerro Largo e Lavalleja. "Treinta y Tres" é espanhol para "trinta e três". O departamento é chamado como 33 patriotas do século XIX honrados pelos uruguaios.

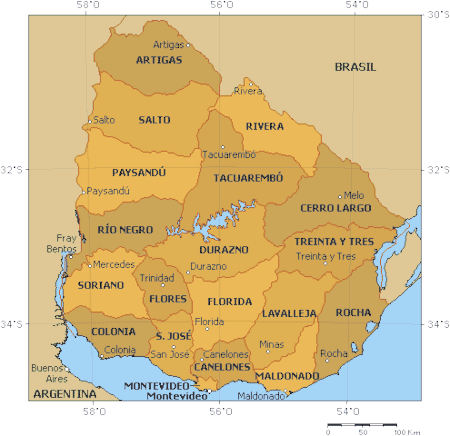
Departamentos do Uruguai.

## Populações e Áreas
| Bandeira | Departamento   | Área (quilômetros quadrados) | População * | Capital               |
| -------- | -------------- | ---------------------------- | ----------- | --------------------- |
|          | Artigas        | 11,928                       | 78,019      | Artigas               |
|          | Canelones      | 4,536                        | 485,028     | Canelones             |
|          | Cerro Largo    | 13,648                       | 86,564      | Melo                  |
|          | Colônia        | 6,106                        | 119,266     | Colônia do Sacramento |
|          | Durazno        | 11,643                       | 58,859      | Durazno               |
|          | Flores         | 5,144                        | 25,104      | Trinidad              |
|          | Florida        | 10,417                       | 68,181      | Florida               |
|          | Lavalleja      | 10,016                       | 60,925      | Minas                 |
|          | Maldonado      | 4,793                        | 140,192     | Maldonado             |
|          | Montevidéu     | 530                          | 1,326,064   | Montevidéu            |
|          | Paysandú       | 13,922                       | 113,244     | Paysandú              |
|          | Río Negro      | 9,282                        | 53,989      | Fray Bentos           |
|          | Rivera         | 9,370                        | 104,921     | Rivera                |
|          | Rocha          | 10,551                       | 69,937      | Rocha                 |
|          | Salto          | 14,163                       | 123,120     | Salto                 |
|          | San José       | 4,992                        | 103,104     | San José de Mayo      |
|          | Soriano        | 9,008                        | 84,563      | Mercedes              |
|          | Tacuarembó     | 15,438                       | 90,489      | Tacuarembó            |
|          | Treinta y Tres | 9,676                        | 49,318      | Treinta y Tres        |
| * 2004   |                |                              |             |                       |

## História
- 1828: O Uruguai foi dividido em nove departamentos: Canelones, Cerro Largo, Colonia, Durazno, Maldonado, Montevideo, Paysandú, San José e Soriano.

- 1837: O departamento de Minas foi criado com parte do departamento de Cerro Largo e do departamento de Maldonado. Os departamentos de Salto e Tacuarembó foram criados a partir do departamento de Paysandú.

- 1856: O departamento de Florida foi criado a partir do departamento de San José.

- 1880: O departamento de Río Negro foi criado a partir do departamento de Paysandú e o departamento de Rocha a partir do departamento de Maldonado.

- 1884: O departamento de Treinta y Tres foi criado a partir do departamento de Maldonado, o departamento de Artigas a partir do departamento de Salto e o departamento de Rivera a partir do departamento de Tacuarembó.

- 1885: O departamento de Flores foi criado a partir do departamento de San José.

- 1927: O nome do departamento de Minas foi alterado para Lavalleja.